# 아르시 무뇨스
아르시 무뇨스(Arci Muñoz, 1989년 1월 12일 ~ )는 필리핀의 배우, 가수이다. 밴드 필리아(Philia)의 보컬이다.